# Krzysztof Banaszyk

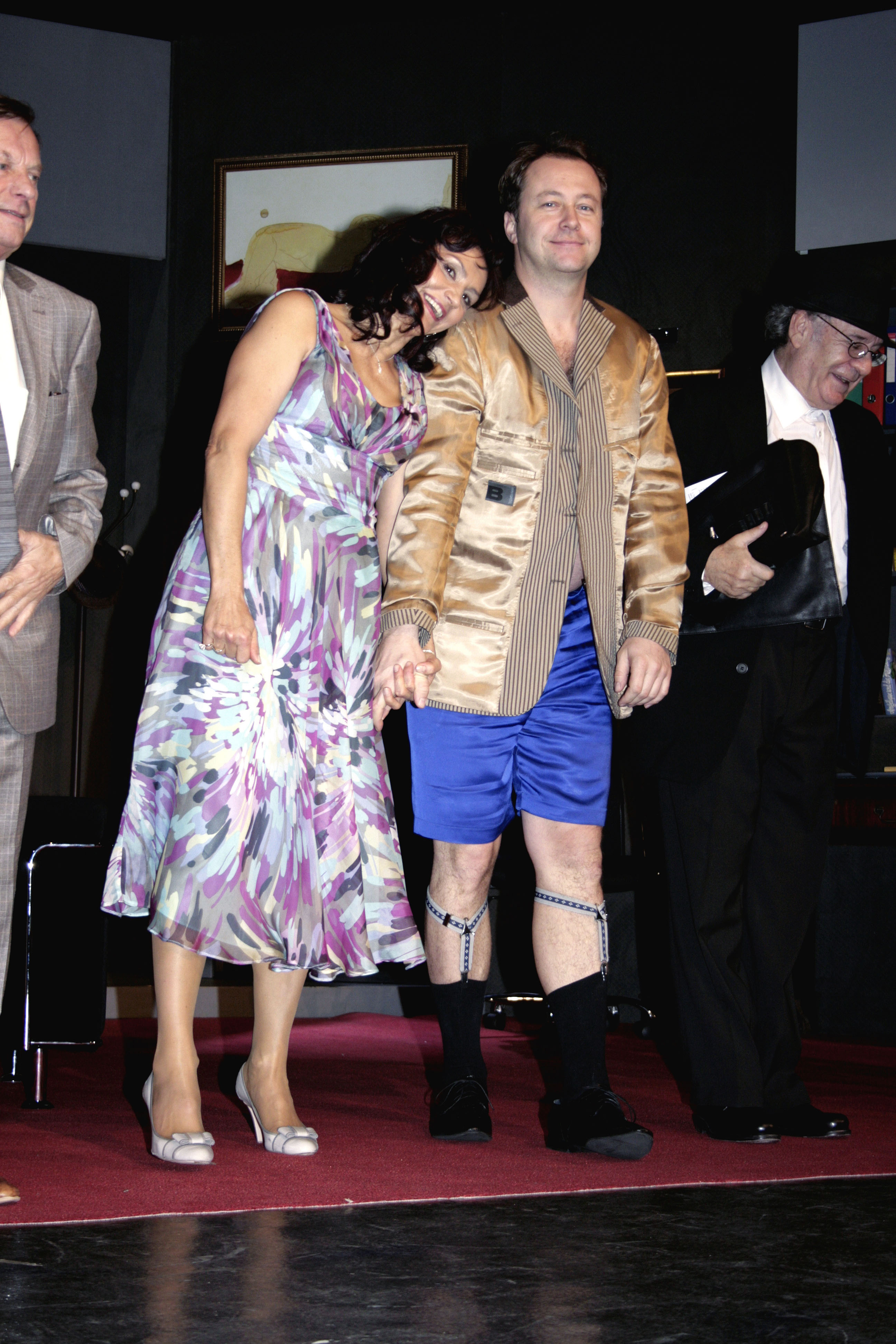
Małgorzata Pieczyńska, Krzysztof Banaszyk (2009)

Krzysztof Tomasz Banaszyk (ur. 23 marca 1970 w Poznaniu, zm. 1 sierpnia 2024) – polski aktor teatralny, filmowy, telewizyjny i dubbingowy, także lektor.

## Życiorys
W 1993 ukończył studia w Państwowej Wyższej Szkole Teatralnej im. Aleksandra Zelwerowicza w Warszawie, a w 1997 zdał eksternistyczny egzamin aktorski. Występował w serialach telewizyjnych, m.in. w Przeprowadzkach, Samym życiu, Hotelu 52 oraz w Na dobre i na złe.
W latach 1995–1998 był adeptem Teatru Polskiego w Poznaniu, w latach 1998−1999 aktorem łódzkiego Teatru Nowego. Następnie współpracował z różnymi teatrami bez stałego etatu.
Został pochowany na Cmentarzu Komunalnym Południowym w Warszawie.

### Spektakle teatralne
- 1995: Jak wam się podoba (reż. Jacek Zembrzuski)
- 1996: Egmond jako naganiacz, policjant (reż. Lech Raczak)
- 1996: Balladyna jako Kirkor (reż. Dorota Latour)
- 1997: Woyzeck jako Tamburmajor (reż. Mateusz Bednarkiewicz)
- 1998: Alkestis jako Admet (reż. Zbigniew Maciak)
- 1998: Faust jako Altmayer (reż. Zdzisław Jaskuła)
- 1999: Życie jest snem jako Segismundo; żołnierz (reż. Jacek Sut)
- 2001: Don Juan jako don Alonzo (reż. Jarosław Kilian)
- 2002: Królowa piękności z Leenane jako Ray Dooley (reż. Robert Gliński)
- 2003: Stowarzyszenie Osób Mówiących Nie Na Temat – Jana Kazimierza Siwka – przedstawienie impresaryjne (reż. Arkadiusz Jakubik)
- 2007: Wagon jako Najstarszy, Inżynier, Kiciuś (reż. Krzysztof Zaleski)

### Teatr Telewizji
- 2000: Mizerycordia jako agent nieruchomości (reż. Janusz Zaorski)
- 2000: Co nie jest snem jako Marc Belon (reż. K. Zaleski)
- 2010: Operacja Reszka jako kapitan MSW

## Filmografia
- 1993: Straszny sen Dzidziusia Górkiewicza jako Chłopak w dyskotece
- 1995: Pułkownik Kwiatkowski jako kierowca gazika
- 1996: Poznań 56 jako strażnik więzienny
- 2000–2001: Miasteczko jako Michał Małecki
- 2000: Prymas. Trzy lata z tysiąca jako UB-ek
- 2000: Sezon na leszcza jako DJ
- 2000–2001: Przeprowadzki jako Czesław Szczygieł
- 2001–2002: Na dobre i na złe jako policjant Karol
- 2002: Wolny przejazd jako Oktawian
- 2002–2008: Samo życie jako Mirosław Kubiak, syn Janiny
- 2003: Xero jako Marek Werbiński
- 2003: Sukces jako Marek Późny
- 2003: Defekt jako ekspert policyjny
- 2004: Park tysiąca westchnień jako policjant
- 2004: Długi weekend jako młody wspólnik „Dziadka”
- 2004: City jako Witek
- 2005: Rodzina zastępcza jako aktor Malas (odc. 206)
- 2006: Dzisiaj jest piątek jako ksiądz
- 2007: Jutro idziemy do kina jako porucznik Zaborowski
- 2008–2009: 39 i pół jako „Korba”
- 2008: Zamiana jako Stach
- 2010: Hotel 52 jako Dawid (odc. 25)
- 2010–2011 Klan jako adwokat, obrońca Ryśka Lubicza
- 2010: Apetyt na życie jako mężczyzna
- 2013: Prawo Agaty jako Borys Trzaska (odc. 38)
- 2019: 39 i pół tygodnia jako „Korba”

### Lektor
- 2001: Paryż Władysława Lubomirskiego (reż. Krzysztof Lang)
- 2005: Odwiedziny (reż. Maria Nockowska)
- 2019: Sędzia Anna Maria Wesołowska
- 2007–2012: You Can Dance – Po prostu tańcz[potrzebny przypis]
- 2010–2011, 2013, 2015–2016: Top Model. Zostań modelką[potrzebny przypis]
- 2013: Kocham.enter
- 2014: Porywacz cieni – Źeglarze czasu (Stefan Gemmel)
- 2014: Będzie pan zadowolony[3]
- 2015: Sprzątaczki
- 2016: Idealna niania (tylko w 11 odcinku 7 sezonu)

### Dubbing
- 1972–1973: Nowy Scooby Doo
- 1995: Dragon Ball Z: Fuzja – Son Goku
- 1995: Dragon Ball Z: Atak smoka – Son Goku
- 1998: Król lew II: Czas Simby – Simba
- 1998: Mistrzowie golfa – Jake – Ojciec Petera
- 1999–2001: Batman przyszłości
- 2000: Tego już za wiele – Malachiasz Van Helsing
- 2000: Leć, leć w przestworza – Jim Marshall; Brązowy Orzeł
- 2000–2003: X-Men: Ewolucja – Gambit
- 2001: But Manitou – Dimitri
- 2001: Shrek – Kapitan straży Lorda Farquaada
- 2001: Hitchcock: ostatnie cięcie – Joseph Shamley
- 2002: Asterix i Obelix: Misja Kleopatra – Otis
- 2002: Planeta skarbów
- 2002: Mali agenci 2: Wyspa marzeń
- 2002: Psie serce – głos Fiodora / głos Oskara
- 2003: Old School: Niezaliczona – Mark
- 2003: Zapłata – Agent Dodge
- 2003: Looney Tunes znowu w akcji – D.J. Drake
- 2003: Mali agenci 3D: Trójwymiarowy odjazd
- 2003: Mój brat niedźwiedź – Sitka
- 2003: Atlantyda: Powrót Milo
- 2003: Gdzie jest Nemo? – Grouper 5, Homar 1
- 2003: Scooby Doo i meksykański potwór – Alejo Otero
- 2003–2005: Młodzi Tytani – Cyborg
- 2003: Disciples II: Bunt elfów – Pan Lasu
- 2003: Gothic II: Noc Kruka – Thorben; Edgor; Merdarion, Huno; Halvor; Strażnik bramy
- 2003: Świątynia pierwotnego zła – Kanonik Terjon
- 2004–2008: Batman – Detektyw Ethan Bennet
- 2004: RRRrrrr!!! – Blondas
- 2004: Król lew 3: Hakuna matata – Dorosły Simba
- 2004: Mulan II – Shang
- 2004: Żony ze Stepford
- 2004–2006: Liga Sprawiedliwych bez granic – różne głosy
- 2004: Thunderbirds – Jeff Tracy
- 2004: Shrek 2 – Młody szlachcic
- 2004: Van Helsing: Londyńskie zlecenie – Van Helsing
- 2004: Wygraj randkę – Tad Hamilton
- 2005: Fantastyczna Czwórka – Reed Richards – Pan Fantastyczny
- 2005: Karol. Człowiek, który został papieżem – Adam Zieliński
- 2005: Zathura – Kosmiczna przygoda – Astronauta
- 2005: Barbie: Wróżkolandia – Rubin
- 2005–2008: Ben 10 – dorosły Ben Tennyson (odc. 46)
- 2005–2008: Nie ma to jak hotel – Chris Brown
- 2006: Auta – rajdowiec
- 2006: Wyspa dinozaura – Gładzio
- 2006: Po rozum do mrówek – Zwiadowca Fugaks
- 2006: Na psa urok – Justin Forrester
- 2006: Dżungla – Carmine
- 2006: Hannah Montana – Robby Ray Stewart
- 2006: Co gryzie Jimmy’ego? – film
- 2006: Noc w muzeum – Oktawian
- 2006: Lis i Pies 2 – Jazz
- 2006–2008: Złota Rączka – Wkrętak
- 2006: Heroes of Might and Magic V – Maahir, Tholos
- 2006: Gothic 3 – Cooper; Falk, Roland; Sinikar; Torn; Anog; Hurit; Ayitos; Curtis
- 2006: Neverwinter Nights 2 – sędzia
- 2006: Auta: Przygody w Chłodnicy Górskiej
- 2006: Rise of Nations: Rise of Legends – Nauczyciel; Paolo; Pretor; Venucci; Cariini
- 2007: Ratatuj – Lalo
- 2007: Na fali – Filmowiec #1
- 2007: Arka Noego – Dagnino
- 2007: Zagroda według Otisa – Otis
- 2007: Animalia – Tyrannicus
- 2007: Mass Effect – Chellick
- 2007: Heroes of Might and Magic V: Dzikie hordy – Duncan
- 2007: Age of Empires III: The Asian Dynasties – Porucznik Nanib Sahir
- 2008: Delgo – Bogardus
- 2008: Kung Fu Panda – Modliszka
- 2008: Kung Fu Panda: Sekrety Potężnej Piątki – Modliszka
- 2008: Supa Strikas: Piłkarskie rozgrywki – Gibki Rasta
- 2008: Batman: Odważni i bezwzględni – Adam Strange
- 2008: Pingwiny z Madagaskaru – Kuchikukan
- 2008: Stacyjkowo – Frostini
- 2008: Złomka bujdy na resorach – Odbiór
- 2008: Gothic 3: Zmierzch bogów – Anog; Ork Dezerter; Olis; Ork Szaman; Theo; Hector Osch; Kowal z Gothy; Przywódca buntowników
- 2008: Fallout 3 – Bob; Szalony Wolfgang; Grady; Wally Mack; Bombka; Pronto; Diego; Paul Hannan
- 2008: Age of Conan: Hyborian Adventures – Conan
- 2009: Hannah Montana: Film – Robby Stewart
- 2009: Noc w muzeum 2 – Oktawian
- 2009: Bionicle: Odrodzenie legendy – Metus
- 2009: Astro Boy – Dr Tenma
- 2009: Dzieci Ireny Sendlerowej – Dr Majkowski
- 2009: Infamous – Cole MacGrath
- 2009: Majesty 2: Symulator królestwa fantasy – Wojownicy; królewski strażnik
- 2009: Huntik: Łowcy tajemnic – Montehue
- 2009: Ja w kapeli – Kaz Rhidley
- 2010: Percy Jackson i bogowie olimpijscy: Złodziej pioruna – Hades
- 2010: Nasza niania jest agentem – Colton
- 2010: Mass Effect 2 – Grunt
- 2010: Heavy Rain – porucznik Carter Blake
- 2010: Superszpiedzy – Tata
- 2010: Brygada – Stockley
- 2010: Stich!
- 2010: Geronimo Stilton – Jack (odc. 3)
- 2010: Shrek Forever
- 2010: StarCraft II: Wings of Liberty – Jim Raynor
- 2010: Super Hero Squad – Hulk
- 2010: God of War: Duch Sparty – Laneusz
- 2010: Tom Clancy’s H.A.W.X. 2 – Crenshaw
- 2010: Święta, święta i Po – Modliszka
- 2010: Kot Gaturro
- 2010: Avengers: Potęga i moc – Henry Pym; Ant-Man
- 2010: Scooby Doo i Brygada Detektywów – Brad Chiles
- 2010: Hero Factory – Stringer
- 2011: Wiedźmin 2: Zabójcy królów – Vernon Roche
- 2011: Niesławny: Infamous 2 – Cole MacGrath
- 2011: 1812: Serce Zimy – Paweł
- 2011: Niesławny: Infamous – Festiwal krwi – Cole MacGrath
- 2011: The Elder Scrolls V: Skyrim – głosy Renegatów
- 2011: Giganci ze stali – Charlie Kenton
- od 2011: Tess kontra chłopaki – Jack
- 2011: Kung Fu Panda 2 – Modliszka
- 2011: Auta 2 – Siddeley
- 2011: Przygoda w Paryżu
- 2011: Jednostka przygotowawcza: Aniołki kontra Ancymony – Noel
- 2011: Tess kontra chłopaki – Jack
- 2011: Kung Fu Panda: Legenda o niezwykłości – Modliszka
- 2012: Podróż na Tajemniczą Wyspę – Hank Parsons
- 2012: Lorax
- 2012: Hobbit: Niezwykła podróż – Bofur
- 2012: Diablo III – templariusz Kormak
- 2012: PlayStation All-Stars Battle Royale – Cole McGrath
- 2012: Resistance: Burning Skies – Tom Rilley
- 2012: Medal of Honor: Warfighter – Preacher
- 2012: Halo 4 – Master Chief
- 2013: The Last of Us – Joel
- 2013: StarCraft II: Heart of the Swarm – Jim Raynor
- 2013–2014: Młodzi Tytani: Akcja! – Cyborg
- 2013: Hobbit: Pustkowie Smauga – Bofur
- 2014: X-Men: Przeszłość, która nadejdzie – Wolverine
- 2014: Star Wars: Rebelianci – pełnomocnik Kallus
- 2014: Transformers: Wiek zagłady – Harold Attinger
- 2014: Hobbit: Bitwa Pięciu Armii – Bofur
- 2014: Pszczółka Maja. Film – Heniek[4]
- 2015: The Order: 1886 – Grayson „Sir Galahad”
- 2015: Wiedźmin 3: Dziki Gon – Vernon Roche
- 2015: Lwia Straż – Simba[5]
- 2017: Logan: Wolverine – Logan
- 2017: Emotki. Film – Ciemno Telefony
- 2017: Jumanji: Przygoda w dżungli – Dr Smolder Bravestone
- 2018: Rampage: Dzika furia – Davis Okoye
- 2018: Spider-Man – Norman Osborn
- 2018: Hotel Transylwania 3 – Kardynał
- 2019: League of Legends – Sylas, Wyzwolony z Kajdan
- 2023: Dragon Ball Z Kai – Bardock